# Culicoides minutissimus
Culicoides minutissimus är en tvåvingeart som först beskrevs av Zetterstedt 1855.  Culicoides minutissimus ingår i släktet Culicoides, och familjen svidknott. Arten är reproducerande i Sverige.